# За стеной (фильм, 1950)
«За стеной» (англ. Outside the Wall) — фильм нуар режиссёра Крейна Уилбура, который вышел на экраны в 1950 году.
Фильм рассказывает о бывшем заключённом Ларри Нельсоне (Ричард Бейсхарт), который освобождён условно-досрочно после того, как провёл в тюрьме почти половину своего 30-летнего срока. Не желая более иметь проблемы с законом, Ларри устраивается на работу ассистентом лаборатории в загородном санатории, где влюбляется в привлекательную медсестру Шарлотту (Мэрилин Максвелл). Вскоре в стенах санатория Ларри сталкивается с бандитами, с которыми в итоге вступает в прямое противостояние. Однако с помощью милой и доброй медсестры Энн (Дороти Харт) Ларри справляется с преступниками и помогает вернуть похищенные деньги.
Современные критики достаточно высоко оценили этот скромный по бюджету фильм, особенно отметив хорошую актёрскую игру.

## Сюжет
В Филадельфии начальник тюрьмы «Черри-Хилл» вызывает к себе заключённого Ларри Нельсона (Ричард Бейсхарт), сообщая, что его прошение о помиловании удовлетворено. В 14-летнем возрасте Ларри был приговорён к пожизненному тюремному заключению за то, что по неосторожности убил надзирателя в исправительном учреждении, после чего провёл в тюрьме уже 15 лет. Он зарекомендовал себя примерным заключённым, который поддерживал добрые отношения с сотрудниками тюрьмы и прилежно работал медбратом в тюремной больнице. Однако, будучи уже взрослым человеком, Ларри не имел никакого опыта жизни на свободе. По выходе из тюрьмы Ларри получает заработанные им 600 долларов, а начальник тюрьмы даёт ему рекомендацию на работу к знакомому врачу. Оказавшись на улице, Ларри теряется в человеческой толпе и не может привыкнуть к автомобильному движению на улицах, а также неожиданной неприветливости некоторых людей, одновременно восхищаясь красотой высотных зданий в центре города. После заселения в гостиницу вечером Ларри направляется на прогулку, с интересом разглядывая витрины, а затем забредает в один из баров, где заказывает стакан содовой. К Ларри, который никогда не пил алкоголь и никогда общался с женщинами, подсаживается знойная брюнетка (Трейси Робертс), уговаривая его заказать для обоих выпивку покрепче. После нескольких стаканов Ларри падает головой на стойку бара, и брюнетка пытается незаметно вытащить у него кошелёк. Однако Ларри, который был просвещён в тюрьме относительно коварства женщин, жёстко хватает её за руку и отбирает свой кошелёк, после чего, бросив брюнетке две бумажки, отпускает её. На следующее утро Ларри приходит устраиваться на работу в дорогую больницу, однако нужный Ларри врач уехал в командировку, и секретарша предлагает Ларри перед подачей заявления на работу заполнить несколько бланков со своими биографическими данными. Понимая, что со своей биографией у него не будет шансов получить работу, Ларри уходит. Вскоре он устраивается мойщиком посуды в небольшое кафе, простой и добрый владелец которого (Джо Бессер) души не чает в Ларри. Официантка (Пегги Кастл) пытается флиртовать с Гарри, однако он избегает её общества. Однажды вечером перед самым закрытием в кафе заходят двое бандитов, требуя отдать им всю выручку. Ларри легко разбирается с бандитами, избивая их и отбирая у них оружие, однако после этого говорит владельцу кафе, что уходит в поисках какого-либо более спокойного места.
Ларри пешком отправляется за город. Остановившись в дороге, чтобы перекусить, он читает в газете об ограблении инкассаторской машины в Филадельфии, в ходе которого были убиты водитель и два инкассатора, а также похищен один миллион долларов. Двум преступникам, личности которых не известны, удалось скрыться. Вскоре Ларри приходит в городок Джуэл-Лейк в Пенсильвании, где из местной газеты выясняет, что один из грабителей опознан как рецидивист Джек Бернард. После этого Ларри читает объявления о работе, находя приемлемый для себя вариант санитара в туберкулёзном санатории недалеко от города. Ларри приходит на собеседование к врачу, который, узнав о его пятилетнем опыте работы по специальности, сразу же предлагает Ларри начать работу. Врач однако предупреждает, что эта работе потребует от Ларри трудолюбия и самоотдачи, зато ему будет предоставлено жильё, питание и должность со скромной зарплатой, хотя и без возможности карьерного роста. Его направляют на медицинский осмотр к медсестре Шарлотте Мейнард (Мэрилин Максвелл), которая сразу же поражает его своей красотой, однако в их отношениях возникает напряжение. После получения комнаты в санатории Ларри знакомится со своим коллегой, словоохотливым Гасом Вормсером (Джозеф Певни), который устраивает ему экскурсию по санаторию. В кафе Вормсер и Ларри подсаживаются за столик к белокурой Шарлотте и её коллеге, очаровательной брюнетке Энн Тейлор (Дороти Харт). После резкого ответа Ларри на критическое замечание Шарлотты в его адрес, девушки обижаются и уходят.
Ближе к вечеру в санаторий доставляют пациента по имени Стокер (Джон Хойт), которого Шарлотта поручает Ларри поднять в палату и обслужить. Когда в палате Ларри остаётся со Стокером наедине, выясняется, что тот на самом деле и есть Джек Бернард, и они хорошо знают друг друга по тюрьме. Бернард сообщает, что за его поимку объявлена награда в 20 тысяч долларов, однако Ларри обещает ему, что ничего никому не расскажет. Состояние здоровья Бернарда слабое, и Ларри не может ему обещать, что тот выздоровеет. Бернард сообщает Ларри, что надёжно спрятал миллион, который, как он надеется, поможет ему вылечиться. Когда Ларри после работы курит около санатория, к нему на автомобиле подъезжает Энн, уговаривая проехаться в соседнюю деревню до ближайшего кафе, чтобы немного развеяться. Ларри жалуется, что после чёткого тюремного распорядка на свободе ему трудно общаться с людьми, на что Энн советует ему научиться понимать других людей. В кафе Шарлотта знакомит Энн и Ларри со своим кавалером Чейни (Ллойд Гоф), который сразу не нравится Ларри. Чтобы отвлечь его от неприятных мыслей, Энн уговаривает Ларри пойти потанцевать и даёт ему первые уроки танцев.
Некоторое время спустя Бернард, поняв, что Ларри не сдал его, начинает ему доверять. Бернард сообщает, что платит своей бывшей жене Силии (Сигне Хассо) 1000 долларов в месяц за её молчание. Однако она не может сама приехать в санаторий, так как за ней постоянно следят копы, и потому Бернард даёт деньги Ларри, чтобы тот отвёз их Силии домой. В этот момент Ларри вызывает доктор, чтобы поблагодарить за хорошую работу, после чего уходит, оставляя его в кабинете наедине с Шарлоттой. Она гладит его по руке и говорит, что он очень скрытный и ничего о себе не рассказывает. Ларри отвечает, что хотел бы, чтобы Шарлотта стала его девушкой, однако она отвечает, что, к сожалению, это невозможно, так как её интересуют только мужчины с машинами и большими деньгами. Ларри хватает её и спрашивает, изменит ли она своё мнение о нём, если у него появятся деньги. Шарлотта отвечает, что это увлекательная мысль, но она слишком практична для таких мечтаний, и не хочет начинать то, что не сможет закончить. После этого разговора Ларри возвращается к Бернарду и соглашается работать на него. Бернард даёт ему крупную сумму денег в качестве оплаты, а также письмо и 1000 долларов, которые Ларри должен отвезти Силии. Ларри приезжает в Филадельфию, навещая Силию в её шикарной квартире. Прочитав письмо от Бернарда, она забирает деньги и предлагает Ларри остаться, однако он быстро уходит. После этого из соседней комнаты появляются трое сообщников Силии, одним из которых оказывается Чейни. Они решают, что Ларри и есть неизвестный сообщник Бернарда, который участвовал в ограблении, и Силия поручает проследить за ним. Тем временем Ларри тратит полученные от Джека деньги на покупку хорошего костюма и престижного автомобиля, после чего приезжает к Шарлотте, которая соглашается пойти с ним на свидание. Шарлотта спрашивает, уж не бандит ли Ларри, однако тот отвечает, что просто хочет понять, что можно купить за деньги. Они приезжают на берег озера, где Ларри дарит её дорогой браслет, после чего они целуются.
Через месяц Ларри снова привозит Силии деньги, однако не хочет отвечать на вопрос о здоровье Бернарда и быстро уходит. Около дома на улице его сзади бьют по голове, после чего грузят в автомобиль и увозят в дом на городской окраине. Там трое бандитов под руководством Гарта (Гарри Морган) начинает пытать Ларри, добиваясь от него, где спрятаны деньги. Однако Ларри удаётся развязаться, в драке одолеть трёх человек и убежать. Вернувшись ночью в санаторий, Ларри рассказывает Бернарду о случившемся, после чего тот заключает, что Силия связалась с Гартом, решив заполучить все деньги. Ларри заявляет, что больше не хочет иметь ничего общего с делами Бернарда и обещает вернуть все деньги. Бернард однако шантажирует Ларри, у которого нет алиби на момент ограбления. Бандит говорит, что всегда может назвать Ларри своим неизвестным сообщником, труп которого Бернард на самом деле утопил в озере, привязав к ногам груз. Ларри направляется в медкабинет, где Энн обрабатывает его раны на голове и пальцах, однако он отказывается объяснить, что с ним произошло. Вместо этого Ларри рассказывает о том, что когда-то состоял в молодёжной банде, затем находился в исправительной школе, откуда попал в тюрьму за убийство охранника. После этого Ларри заявляет, что у него большие проблемы, и этой ночью он собирается бежать. Проникшись доверием к Энн, Ларри рассказывает, что Бернард находится в их санатории в качестве пациента, а его сообщник мёртв. И что поскольку Ларри не может доказать свою невиновность, Бернард шантажирует его. Энн отвечает, что Ларри никогда не станет свободным, если будет убегать от проблем.
Тем временем Чейни проникает в санаторий, и за взятку в 100 долларов уговаривает Шарлотту пропустить его к Бернарду. Оказавшись в палате, Чейни открывает окно, через которое бандиты вытаскивают Бернарда на улицу и грузят его в машину. Чейни тем временем рыщет по палате в поисках того, что могло бы указать, где спрятаны деньги. В этот момент Ларри заходит в палату к Бернарду, чтобы предупредить его, что останется на ночь в санатории. Услышав шум, бандиты вынуждены быстро бежать, и Ларри видит, что Бернард исчез, а его палата перевёрнута вверх дном. Выяснив у Шарлотты, что приходил Чейни, который представился старым другом Бернарда, Ларри отчитывает её, что она готова продать жизнь пациента за 100 долларов. Разбирая разбросанные вещи, Ларри поднимает с полу разбитую фоторамку, в которой спрятана квитанция от камеры хранения. Увидев подоспевшую Энн, Ларри просит её срочно съездить в камеру хранения, забрать всё содержимое и передать в полицию, а также сообщить адрес дома, где его пытали и предположительно удерживают Бернарда. Сам Ларри направляется в погоню за бандитами. Тем временем Чейни, который спрятался у окна и подслушал их разговор, после отъезда Ларри хватает Энн и увозит её. Подъехав логову преступников, Ларри заявляет им, что хочет договориться о дележе добычи. Они проводят его в комнату, где без движения лежит Бернард. Хотя Ларри видит, что тот жив, однако заявляет бандитам, что Бернард умер, и теперь он единственный, кто знает, где деньги. В этот момент появляется Чейни вместе с Энн, которую обыскивают, но ничего не находят. Бандиты осматривают тело Бернарда, обнаруживая ключ у него на шее, и срывают его. Энн успевает сказать Ларри, что успела спрятать квитанцию на заднем сидении автомобиля. Видя ключ, Ларри говорит, что готов сопроводить бандитов до камеры хранения, после чего они разделят добычу в равных долях для каждого. Приехав на склад в сопровождении двух бандитов, Ларри предъявляет сотруднику квитанцию, и при заполнении документов незаметно пишет ему записку, чтобы тот немедленно вызвал полицию. Они забирают коробку из камеры хранения и возвращаются в дом. Открыв чемодан, бандиты видят украденные деньги, после чего решают убить Ларри и Энн. Ларри вступает с ними в драку, а Бернард пытается подняться и убежать, однако в итоге роняет масляную лампу, в результате чего мгновенно вспыхивает пожар, и все выбегают на улицу. В это момент к дому подъезжает полиция и арестовывает всех бандитов. Ларри бросается в дом и вытаскивает умирающего Бернарда, которого просит подтвердить полиции, что он не участвовал в ограблении. Однако Бернард называет Ларри своим сообщником по ограблению, и лишь когда Энн бросается к нему и умоляет сказать правду, Бернард перед смертью сознаётся, что сообщник мёртв и называет место, где находится его тело. С Ларри снимают все обвинения, после чего он обнимает и целует Энн.

## В ролях
- Ричард Бейсхарт — Ларри Нельсон
- Мэрилин Максвелл — Шарлотта Мэйнард
- Сигне Хассо — Силия Бентнер
- Дороти Харт — Энн Тейлор
- Джозеф Певни — Гас Уормсер
- Ллойд Гоф — Ред Чейни
- Гарри Морган — Гарт
- Джон Хойт — Джек Бернард
- Микки Нокс — Латцо
- Гарри Энтрим — доктор Стоун (в титрах не указан)
- Джо Бессер — повар (в титрах не указан)
- Пегги Кастл — официантка (в титрах не указана)
- Трейси Робертс — пьяная брюнетка в баре (в титрах не указана)
- Стивен Чейз — бармен (в титрах не указан)
- Пол Дубов — налётчик (в титрах не указан)

## Создатели фильма и исполнители главных ролей
По словам историка кино Хэла Эриксона, «режиссёр Крейн Уилбур был мастером мрачной мелодрамы, начав свою карьеру как актёр ещё в 1914 году с исполнения главной роли в криминальной мелодраме „Опасные похождения Полины“». Как отмечено в рецензии на фильм на сайте Noir of the Week, Уилбур был не только актёром, но и плодовитым сценаристом, «питая особую слабость к тюремным картинам. Он написал много нуаровых сценариев, большинство из которых рассказывали об уголовниках и бывших заключённых». Проработав всю жизнь в Голливуде, Уилбур всегда отличался сценариями с очень хорошим актёрским текстом вне зависимости от темы картины. Как отмечает критик Noir of the Week, «трудно поверить в то, что сценарии настолько разных фильмов, как „Чудо Богоматери в Фатиме“ (1952) и „Музей восковых фигур“ (1953), вышли из его печатной машинки в один год». Как отмечается далее, «будучи очень хорошим сценаристом, Уилбур был однако заурядным режиссером. Его фильмы „Кэньон-Сити“ (1948) и „За стеной“ были достаточно хороши, но они бледнеют перед такими лентами, как „Он бродил по ночам“ (1948) и „Волна преступности“ (1954), которые поставлены по сценариям Уилбура более талантливыми режиссёрами».
Как пишет далее критик Noir of the Week, хотя Ричарда Бейсхарта иногда сравнивали с Бертом Ланкастером, однако ему «явно не хватало экранной харизмы такой крупной звезды, как Ланкастер, что Бейсхарт и сам открыто признавал». Однако карьера Бейсхарта сложилась «в конечном итоге не так уж и плохо», и он «сыграл в большом числе памятных фильмов, о чём большинство актёров может только мечтать». Он, в частности, сыграл в фильмах нуар «Он бродил по ночам» (1948), «Напряжённость» (1949) и «Четырнадцать часов» (1951), в фильмах Федерико Феллини «Дорога» (1954) и «Мошенники» (1955), а также в картине Джона Хьюстона «Моби Дик» (1956).
К числу наиболее заметных картин Мэрилин Максвелл относятся боксёрский нуар «Чемпион» (1949), музыкальная комедия с Бобом Хоупом «Лемон Дроп Кид» (1951) и фильм нуар «Секреты Нью-Йорка» (1955). Сигне Хассо известна по фильмам нуар «Дом на 92-й улице» (1945), «Двойная жизнь» (1947) и «Вплоть до края земли» (1950). Дороти Харт сыграла, в частности, в фильмах нуар «Обнажённый город» (1948), «История Молли Х» (1949), «Поддержка» (1949), «Я был коммунистом для ФБР» (1951) и «Кредитная акула» (1952).

## История создания фильма
В начале фильма закадровый рассказчик объясняет, что тюрьма «Черри-Хилл» (англ. Cherry Hill Prison) была построена в Филадельфии в 1821 году по образцу средневековой крепости.
Многие сцены снимались в Филадельфии, в том числе, в Главной больнице Филадельфии, в квартале «Логан-Сквер», в Филадельфийской ратуше и в Индепенденс-холле. Съёмки также проходили в Гриффит-парке (англ. Griffith Park) в Лос-Анджелесе.
Согласно информации «Голливуд Репортер», Дороти Харт заменила Гейл Сторм после того, как студия Universal разорвала с последней контракт.

## Оценка фильма критикой

### Общая оценка фильма
После выхода фильма на экраны кинообозреватель «Нью-Йорк таймс» Босли Краузер оценил её довольно сдержанно. Он, в частности, написал: «Хотя в начале нам сообщают, что эта криминальная мелодрама — одна из самых странных из когда-либо рассказанных историй, мы полагаем маловероятным, что широкая аудитория будет того же мнения. На самом деле обычный зритель, вероятно, посчитает её совершенно банальной — это не более чем история бывшего заключённого, который пытается стать на путь исправления, но попадает в беду с преступниками, когда пытается заработать денег для алчной дамочки. И вытекающая отсюда дилемма не очень уж и редкая». Что же касается «повествовательного построения и актёрской игры», то, по мнению Краузера, они тоже «не того уровня, чтобы можно было оценивать их как редкие или выдающиеся. Вся композиция выполнена строго по правилам простого рассказа об удручающих злоключениях человека в его отношениях с обществом, женщинами и бандитами».
По словам современного историка кино Спенсера Селби, фильм рассказывает о «бывшем заключённом, который получает работу в санатории, где оказывается вовлечённым в дела преступника-пациента и его алчной жены». Киновед Хэл Эриксон полагает, что «хотя фильм и недорогой в производстве, он очень выигрывает от тщательно подобранного, мощного состава актёров второго плана». Леонард Молтин также считает, что «отличный актёрский состав вытаскивает на себе эту историю о бывшем заключённом, который одолевает синдикат грабителей». Майкл Кини также придерживается мнения, что «крепкий актёрский состав помогает этой обыденной истории о помилованном бывшем заключённом и его борьбе за то, чтобы остаться чистым».
Рецензент Noir of the Week оценил картину как «недорогой, приятный, неприметный и занимательный фильм. В нём слишком много братской любви для настоящего фильма нуар, но он предлагает редкий взгляд на улицы одного из великих городов Америки середины прошлого века. Кроме того, он даёт многое из того, чего ждут поклонники криминальных фильмов и нуара — тюрьмы и помилованные, плохие девочки, ужасные головорезы и убийцы, которые осуществляют ограбления с помощью гранат». Как отмечается в рецензии, «всё могло бы быть и лучше», но и особых оснований для недовольства тоже нет. «Это уверенный в себе криминальный фильм и порой довольно жестокий».

### Жанровые особенности фильма
Как полагает рецензент Noir of the Week, «это крепкая криминальная картина, даже если и не нуар в полном смысле этого слова». По мнению критика, в отличие от других фильмов нуар на сходную тему, «Ларри Нельсон получает свободу слишком быстро и слишком хорошо. Его не преследует сокрушительная неуверенность, ненависть к себе или сомнения в себе, что делает, например, персонажа Стива Кокрана в фильме „Завтра будет новый день“ (1951) бесконечно более интересным». Кроме того, «Нельсон не является продуктом типичной нуаровой тюрьмы, подобно заключённым в „Грубой силе“ (1947). Он является продуктом очень реальной тюрьмы „Черри-Хилл“, где золотым правилом является реабилитация. Вместо жестокого обращения и безразличной бюрократии его тщательно обучают и готовят на высоком уровне. Система души в нём не чает». И даже те обычные люди, с которыми он сталкивается на улицах — «это не подозрительные или испуганные типичные персонажи нуаров. Вместо людей, которые тебя игнорируют, эксплуатируют или грабят, люди в этом фильме пытаются помочь». Так, начальник тюрьмы устраивает Ларри на работу, «полицейский, вместо того, чтобы потребовать взятку, помогает пробраться через пробку на дороге, а босс в кафе в восторге от того, что нашёл такого трудолюбивого подчинённого. Лишь девушка в баре пытается украсть его бумажник, но он легко от неё отмахивается». Что касается самого Нельсона, то «его перья в отличие от характерных для нуара тюремных пташек ни разу не взъерошиваются, хотя его жизненный опыт и равен нулю. У него нет ни паранойи, ни отчаяния — он и не невротик даже в малой степени — и кроме того использует свою тюремную сноровку, чтобы быть на шаг впереди остальных».

### Оценка актёрской игры
Босли Краузер невысоко оценил актёрскую игру, посчитав, что «Ричард Бейсхарт в роли несчастного парня флегматичен, упрям и зажат, и всё время пребывает в одной средней плоскости». Что же касается остальных актёров, то «Мэрилин Максвелл в роли сирены столь же очевидна, как и её фронтальный вид, а Сигне Хассо, Дороти Харт и Джозеф Певни ординарны в менее значимых ролях».
По мнению современного критика Майкла Кини, «Бейсхарт хорошо справляется с ролью робкого, 30-летнего уголовника, который никогда не целовал девушку, но пытается сделать всё возможное, чтобы наверстать упущенное». Кини также отметил игру Максвелл в роли «жадной до денег роковой женщины и Харт в роли девушки того типа, которую хочется привести домой и познакомить с мамой».
По мнению рецензента Noir of the Week, «Бейсхарт сыграл в этом фильме одну из своих лучших ролей, а Максвелл доставляет большое наслаждение в роли плохой девочки». Критику также запомнился Гарри Морган, который на присущем себе высоком уровне «гротесково сыграл злодея как миниатюрного инквизитора, который проливает чужую кровь, засовывая скальпель людям под ногти».